# Serena-Lynn Geldof
Serena-Lynn Geldof  (nacida el 2 de marzo de 1997 en Ostende) es una jugadora de baloncesto belga. Con 1.96 metros de estatura, juega en la posición de pívot. Actualmente juega en el Joventut de Badalona de la Liga Femenina Endesa.